# Жарсуат (Бурлінський район)
Жарсуа́т (каз. Жарсуат) — село у складі Бурлінського району Західноказахстанської області Казахстану. Адміністративний центр Жарсуатського сільського округу.
Населення — 1054 особи (2021; 1151 у 2009, 1112 у 1999, 1291 у 1989).